# Tipula caenosus
Tipula caenosus är en tvåvingeart som beskrevs av Harris 1780. Tipula caenosus ingår i släktet Tipula och familjen storharkrankar. Inga underarter finns listade i Catalogue of Life.